# Axintele
Axintele là một xã thuộc hạt Ialomița, România. Dân số thời điểm năm 2002 là 2943 người.